# 少年保鏢
《少年保镖》是中国漫画家陈岚画的中国漫画，漫画讲述主角希昂偷偷溜出天护塔然后沦为洗碗工人，却看到了非法交易。在《漫画SHOW》连载。在新篇章《少年保镖-原石》由黑白版改全彩版。